# Thorpe Underwoods
Thorpe Underwoods of Thorpe Underwood is een civil parish in het bestuurlijke gebied Harrogate, in het Engelse graafschap North Yorkshire. In 2011 telde de civil parish 793 inwoners. Thorpe Underwood komt in het Domesday Book (1086) voor als 'Tuadestorp'.